# Quantum detection efficiency
Il termine quantum detection efficiency (QDE), utilizzato nell'ambito della diagnostica per immagini, indica la frazione di fotoni che vengono assorbiti da un elemento fotosensibile rispetto alla quantità complessiva dei fotoni che lo colpiscono.
Nel caso di lastre fotosensibili, tale grandezza aumenta all'aumentare dello spessore della lastra.
Non va confuso con il detective quantum efficiency (DQE).

## Applicazioni in radiologia
Nell'ambito della radiologia il valore del QDE (che per una lastra radiologica si aggira tipicamente intorno a 0,3-0,6) può essere determinato a partire dalla seguente relazione:
{\displaystyle \eta (E)=1-e^{-\mu (E)d}}
in cui:
- η(E) è il QDE;
- μ(E) è il coefficiente di attenuazione lineare dei raggi-X del materiale fotosensibile;
- E è l'energia associata al fascio di raggi-X;
- d è lo spessore dell'elemento fotosensibile.